# Sigrid Granfelt
Sigrid Maria Granfelt, född 2 juli 1868 i Åbo, död 29 mars 1942 i Helsingfors, var en finländsk målare och konsthantverkare.
Sigrid Granfelt tillhörde den adliga släkten Granfelt. Hon var dotter till juristen Otto Fabian Nimrod Granfelt (1818–1878) och syster till George Granfelt och Hjalmar Granfelt. Hon utbildade sig i Tyska fruntimmersskolan i Helsingfors och i Finska Konstföreningens ritskola i Helsingfors. Därefter for hon till Paris för att studera målning och vistades också i Tyskland, Nederländerna och Italien. Som målare är hon mest känd för sina djurmålningar. 
Hon vistades sommartid under en rad somrar från 1902 på Eckerö. År 1910 köpte hon Husö gård på Bergö i Finströms kommun på Åland, där hon 1912 lät uppförde Gula huset, som hon själv hade ritat. Hon drev gården med jord- och trädgårdsbruk och sysslade också med hantverk och i avtagande utsträckning åt målning. Hon medverkade till att utveckla hemslöjden på Åland och hon var aktiv i Martharörelsen. 
Hon donerade Husö gård till Åbo Akademi 1942 med önskan att den skulle utnyttjas som "botanisk stödjepunkt". Den används idag som Husö biologiska station.

## Bildgalleri

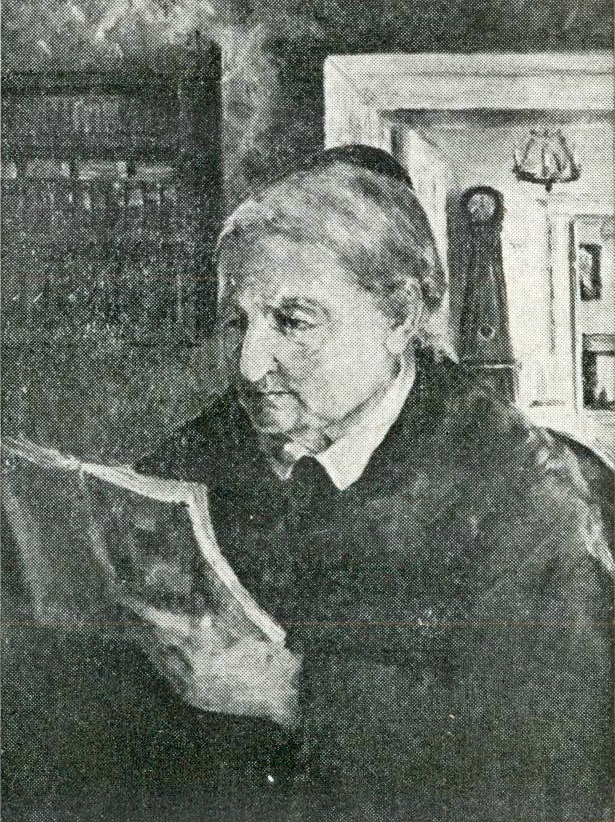
Porträtt av Sofie Granfelt
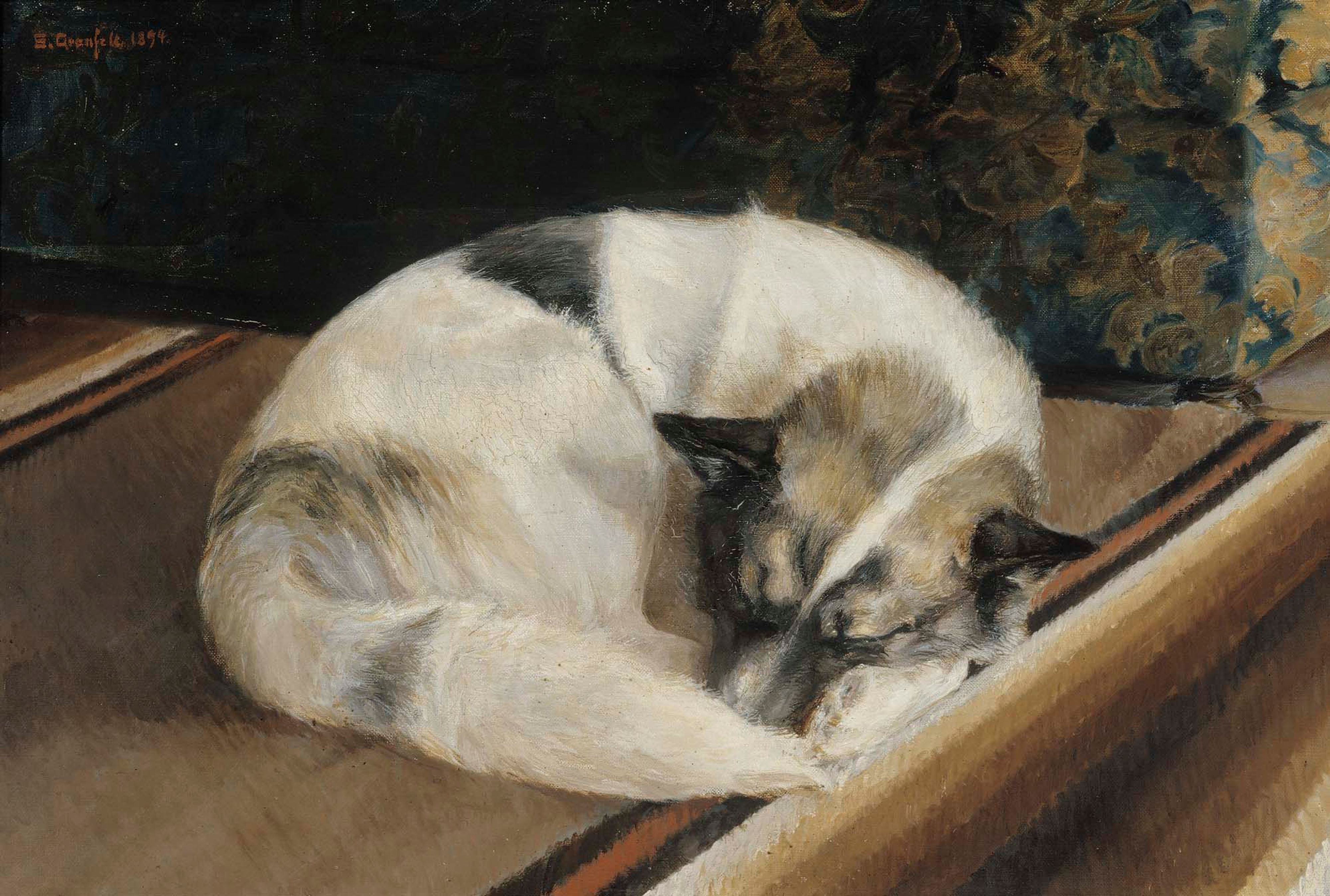
Vilande hund, 1894
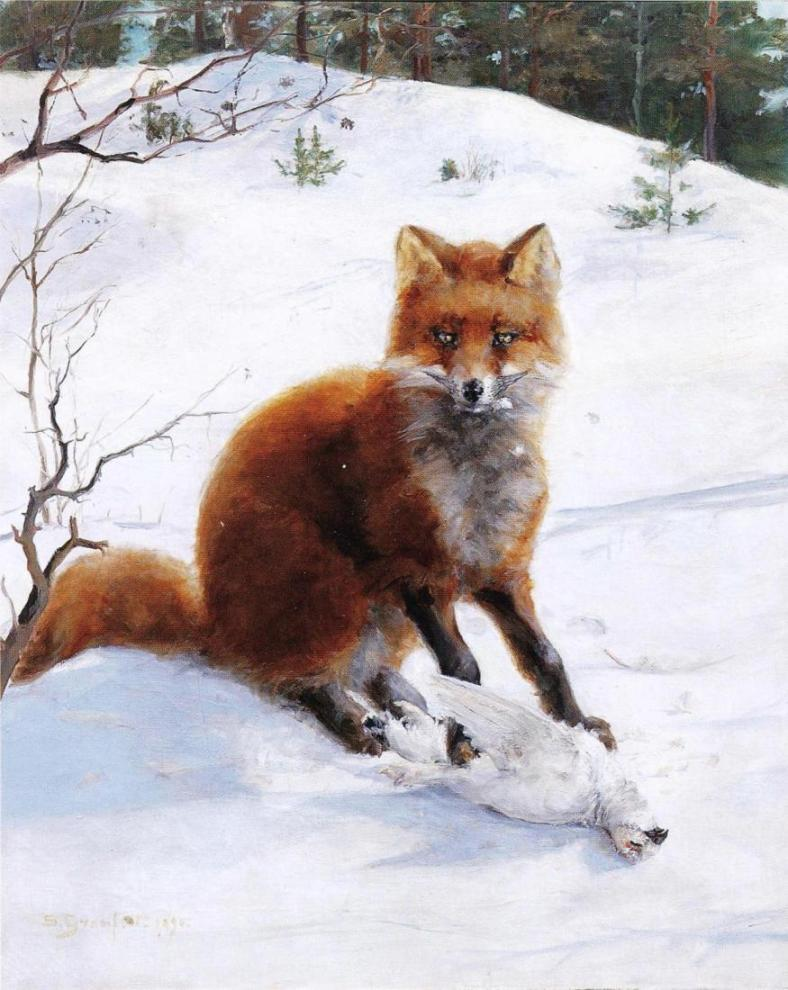
Räv och skogsfågel, 1895
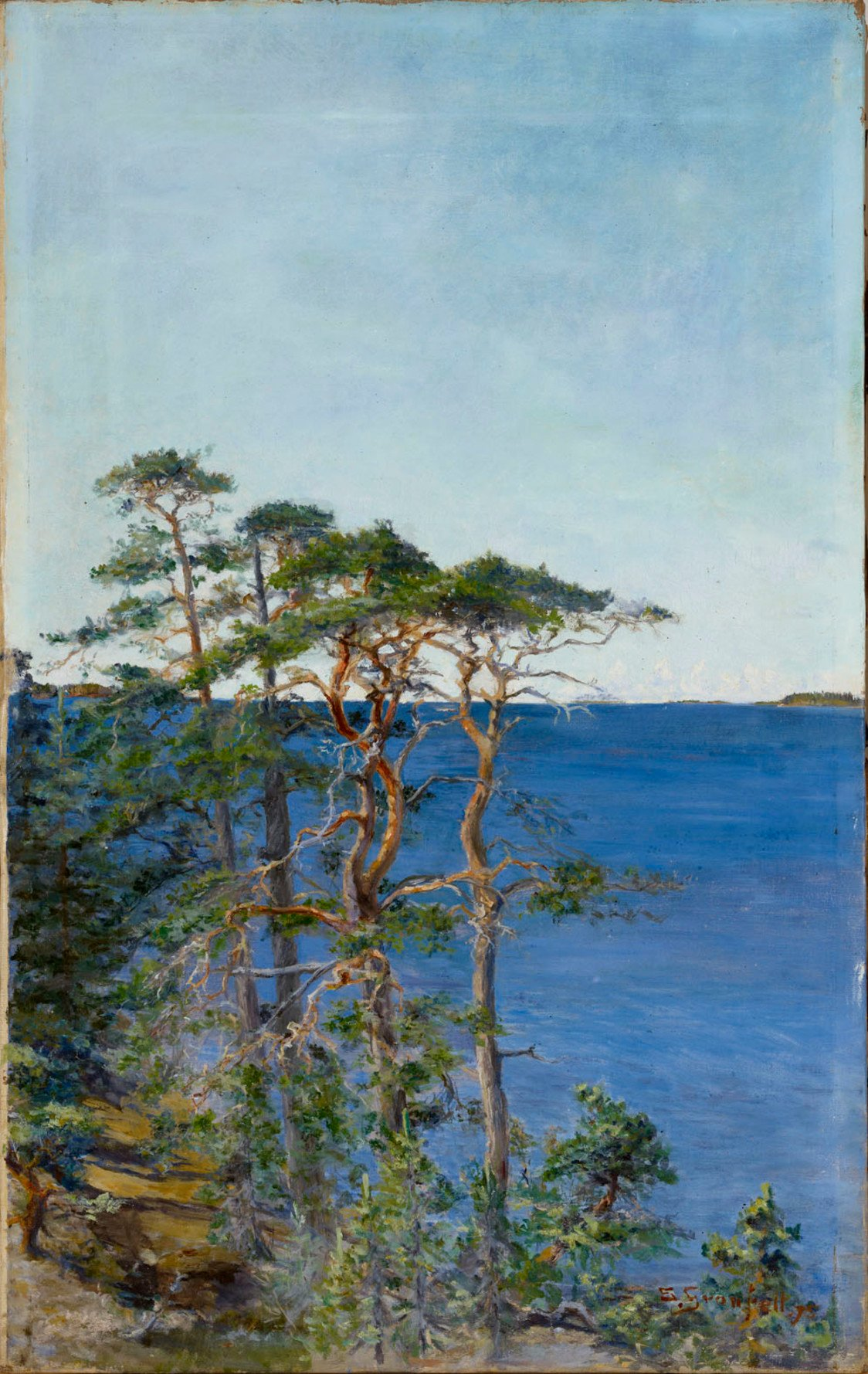
Tallar vid havet, 1895